# Pierre Jean Jouve
Pierre Jean Jouve (Arras, 11 ottobre 1887 – Parigi, 8 gennaio 1976) è stato uno scrittore e poeta francese.
Pierre Jean Jouve fu, prima del 1914, uno degli scrittori dell'unanimismo, il movimento fondato da Jules Romains e anche un membro di spicco del movimento pacifista animato da Romain Rolland durante la prima guerra mondiale.

## Vita

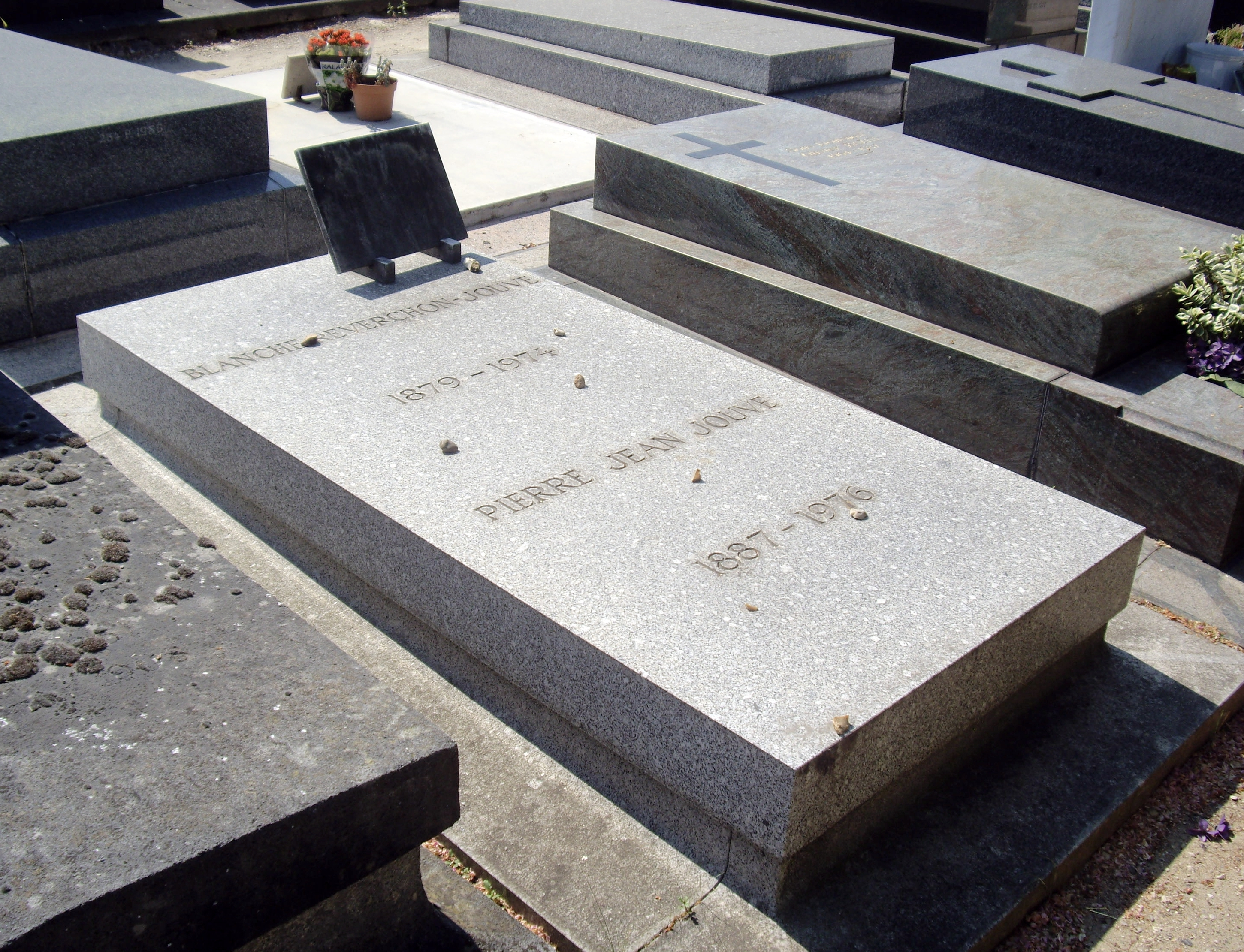
Tomba di Pierre Jean Jouve, cimitero di Montparnasse

Nacque ad Arras, dove fece i suoi primi studi. Ebbe un'infanzia piuttosto triste. Nella sua autobiografia, "Allo specchio", racconta di essere stato educato da un padre tirannico, e da una madre musicista mancata. Una grave appendicite verso i sedici anni lo fa piombare in una lunga depressione.
Ottiene il diploma di scuola superiore nel 1905 e inizia all'Università di Lille degli studi scientifici e giuridici. Nel 1906, un amico belga, Pierre Castiau, lo inizia alla letteratura simbolista: scopre Rimbaud, Mallarmé e Remy de Gourmont la cui opera Il Libro delle maschere gli fa scoprire i poeti che contano dopo Baudelaire. Con gli amici, Paul Castiaux, Théo Varlet e Edouard Charpentier, fonda alla fine del 1906 una rivista, Les Bandeaux d'Or. Vi pubblica i suoi primi saggi poetici influenzati dalla poesia di Gourmont, Maeterlinck e Verhaeren. Vi sono abbozzati i temi che svilupperà più tardi, soprattutto la ricerca dell'espressione della sua vita interiore.
Jouve si mise alla ricerca d'una nuova poetica, che gli permise di esprimere ciò che vedeva nella sua immaginazione, grazie a Paul Castiaux, entrò in contatto con gli scrittori ed artisti dell'Abbazia di Créteil: Georges Duhamel, Charles Vildrac, Alexandre Mercereau, Albert Gleizes, René Arcos. Nel 1908, a causa di una grave malattia nervosa andò a farsi curare in Svizzera. Nel 1909, pubblicò la sua prima raccolta Artificiel, illustrata da Albert Gleizes. Fece anche la conoscenza del pittore cubista Henri Le Fauconnier che gli fece un ritratto.
Nel 1954 sulla rivista Allo specchio, raccontò la storia di Lisbé che aveva incontrato una prima volta nel 1909 e che gli aveva ispirato il personaggio di Claire Dernault del suo primo romanzo. Fece anche un'esperienza di droga, da cui uscì dopo un soggiorno di tre mesi in Italia. Nel 1910 pubblicò una seconda raccolta di poesie.
Un primo cambiamento radicale avvenne in seguito all'influsso della sua seconda moglie, la psicanalista Blanche Reverchon, traduttrice di Freud (1923) e amica di Jacques Lacan, che fece di lui uno dei primi scrittori che affrontarono la psicanalisi e mostrarono l'importanza dell'inconscio nella creazione artistica. Tutto ciò dalla metà degli anni venti, con i suoi poemi: Nozze (1925-1931), Sudore di Sangue (1933-1935) e Materia celeste (1937), e con i romanzi, Mondo deserto (1927), Ecate (1928), Vagadu (1931) e La Scena capitale (1935), e infine con il più noto Paulina 1880 pubblicato nel 1925, da cui venne tratta una versione cinematografica nel 1972 da Jean-Louis Bertucelli.
Fu anche, a partire dal 1938, e durante il suo esilio in Svizzera, un importante esponente della resistenza intellettuale contro il nazismo, con i suoi poemi apocalittici Gloire e La Vergine di Parigi.
Jouve fu anche il compagno di strada di numerosi artisti, degli scrittori Romain Rolland, Stefan Zweig, Georges Duhamel, Charles Vildrac, Joë Bousquet, dei pittori Albert Gleizes, André Masson, Balthus, del filosofo Jacques Lacan e del musicista Michel Fano. Conobbe a Firenze nel 1961 il poeta Mario Luzi e proseguì con lui una lunga corrispondenza epistolare. Scrisse anche molto sull'arte.
A partire dal 1958, Jouve ristampò i suoi scritti, principalmente sul Mercure de France: questa riedizione fu in realtà una vera e propria riscrittura, non tanto a causa della modifica dei testi, quanto per l'eliminazione di intere sezioni dei testi poetici e di parecchi capitoli dei romanzi. Una sorta di purificazione o sublimazione delle opere scritte trenta o quarant'anni prima.
Nel 1962, il Ministero della Cultura francese gli assegnò il Grand Prix national des lettres.
Questo scrittore è spesso considerato come un importante artista ai margini, in quanto rifiutò sempre di lasciarsi ingabbiare nei movimenti e nelle correnti artistiche, ma seppe influenzare molti scrittori ed artisti, alcuni dei quali possono essere considerati suoi discepoli, come i poeti Pierre Emmanuel o Yves Bonnefoy.